# Cerrado do Rupununi

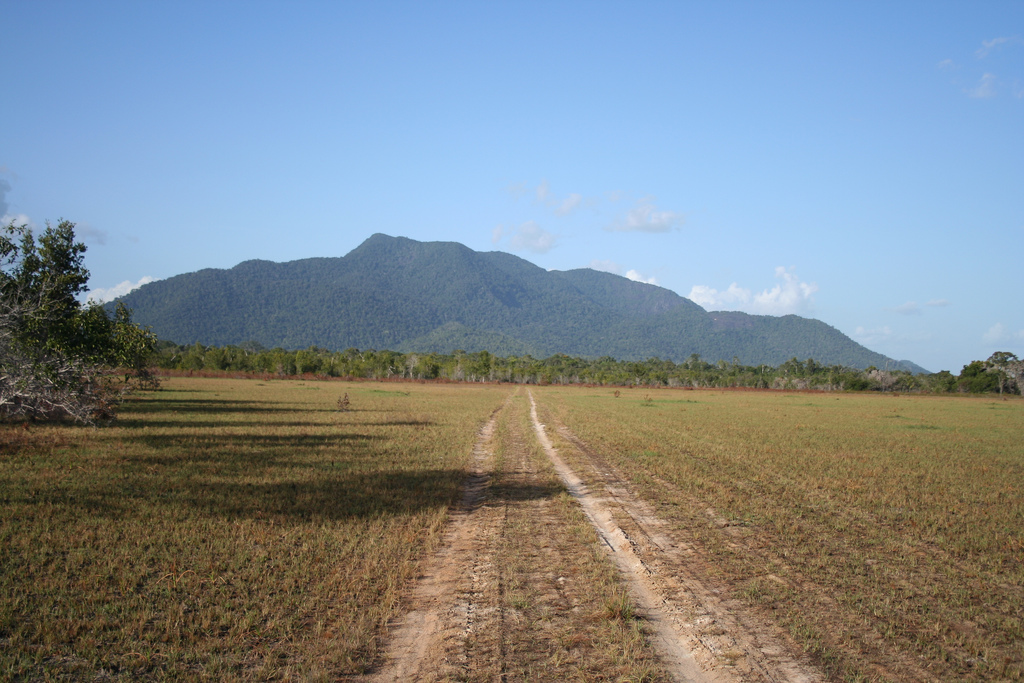
Rupununi, na região do Alto Tacutu-Upper Essequibo da Guiana

O Cerrado do Rupununi é um cerrado, também chamado de lavrado, na área contestada pela Venezuela e Guiana(esta área também pertenceu ao Brasil e foi perdida na parcial questão do Pirara) na região do alto tacutu-alto Essequibo. Este cerrado é uma ecorregião de pastagens tropicais e subtropicais. A vida vegetal e animal pertence ao bioma do deserto e do mato seco.

## Descrição
O cerrado está localizado entre o rio Rupununi e as fronteiras com o Brasil e a Venezuela. A planície é cortada pelas montanhas canucu. Notável é a variedade de pássaros, incluindo águias-imperiais, mas muitas outras espécies animais também vivem lá, incluindo onças. A região costuma inundar na estação chuvosa (maio - agosto).

## Habitação
Aldeias indígenas pontilham a área, bem como muitas fazendas de propriedade de vaqueiros (vaqueiros), alguns dos quais são descendentes de colonos escoceses do século XIX. A principal cidade é Lethem, localizada às margens do rio Tacutu, na fronteira com o Brasil. Devido à vastidão do cerrado, as distâncias para o resto do país são bastante grandes e a maior parte do comércio é com o Brasil. A maioria dos moradores, portanto, fala um pouco de português.

## História
A região originalmente pertencia a capitania geral da Venezuela, com exceção de 19 300 quilômetros que pertenciam ao império brasileiro, e foram tomadas pela Guiana, à época colônia do Reino Unido na arbitragem de 1896, o que gera conflitos até atualidade, vide Guiana Essequiba.A maior parte do cerrado do rupununi pertencia ao império brasileiro até 1904, quando foi arbitrariamente tomada na questão do pirara.Esses ressentimentos com fronteiras artificialmente feitas, geraram tensões que eclodiram na revolta do Rupununi.Em 2 de janeiro de 1969, fazendeiros se revoltaram contra o regime do primeiro-ministro Forbes Burnham em Georgetown, temendo expropriações e redistribuição de terras. A República de Rupununi foi proclamada em Lethem, mas a revolta não teve sucesso devido à falta de apoio da população local. Os insurgentes fugiram para o Brasil ou a Venezuela. Este último país foi acusado de ter participado dessa revolta.